# Magnifica presenza
Pour plus de détails, voir Fiche technique et Distribution.
Magnifica presenza est un film italien de Ferzan Özpetek, tourné en 2012, et sorti en Italie le 16 mars 2012 et en France, le 31 juillet 2013. Il a été présenté au 34e festival international du film de Moscou où il a reçu le prix du public. Le film a reçu un globo d'oro, ainsi qu'Elio Germano pour le rôle principal, en 2012.

## Synopsis
Pietro (Elio Germano), venu de sa Sicile natale à Rome en 2012 pour devenir acteur, gagne sa vie en étant apprenti-boulanger. Sensible, naïf et homosexuel, il tombe amoureux de garçons qui ne veulent pas de lui. Un jour dans le vieil appartement qu'il habite dans le quartier de Monteverde, il sent une présence. Il va désormais se rendre compte que l'endroit est hanté par des jeunes gens qui vivaient du temps de l'Italie fasciste et avaient monté une troupe de théâtre. Sa vie et sa vocation vont être bouleversées.

## Fiche technique
- Titre : Magnifica presenza
- Réalisation : Ferzan Özpetek
- Scénario : Ferzan Özpetek et Federica Pontremoli
- Musique : Pasquale Catalano
- Photographie : Maurizio Calvesi
- Montage : Walter Fasano
- Production : Domenico Procacci
- Société de production : Fandango, Faros Film, Rai Cinema et Intesa Sanpaolo
- Société de distribution : DistriB Films (France)
- Pays :  Italie
- Genre : Comédie dramatique et fantastique
- Durée : 105 minutes
- Dates de sortie : 
  -  Italie : 16 mars 2012
  -  France : 31 juillet 2013

## Distribution
- Elio Germano : Pietro Pontechievello
- Andrea Bosca : Luca Veroli
- Margherita Buy : Lea Marni
- Loredana Cannata : Casting
- Giuseppe Fiorello : Filippo Verni
- Paola Minaccioni : Maria
- Ambrogio Maestri : Ambrogio Dardini
- Anna Proclemer : Livia Morosini
- Vittoria Puccini : Beatrice Marni
- Cem Yılmaz : Yusuf Antep
- Massimiliano Gallo : le docteur Cuccurullo
- Giorgio Marchesi : Massimo